# Билозир, Оксана Владимировна
Окса́на Влади́мировна Билози́р (Белозо́р) (укр. Оксана Володимирівна Білозір, в девичестве Розумке́вич; род. 30 мая 1957, с. Смыга, Ровненская область) — украинская певица и политический деятель. Народная артистка Украины (1994), профессор (2003). Министр культуры и искусств Украины (февраль 2005 года — май 2005 года), министр культуры и туризма Украины (май 2005 года — сентябрь 2005 года). Народный депутат Украины IV, V, VI, VIII созывов.

## Биография
В 1976 году окончила Львовское музыкально-педагогическое училище им. Ф. Колессы; в 1981 — Львовскую консерваторию по специальности «хоровое дирижирование». В 1979—1990 годах была солисткой вокально-инструментального ансамбля «Ватра», затем, после ухода из ансамбля, создала свою группу «Оксана».
Преподавала в Киевском училище эстрадно-циркового искусства (февраль — октябрь 1996), в Киевском институте культуры (1996—1997), заведовала кафедрой эстрады факультета музыкального искусства Киевского университета культуры и искусств. С 1998 года — доцент, с 2003 года — профессор.
В 1999 году окончила Дипломатическую академию Украины при МИД Украины, получив квалификацию магистра внешней политики и дипломатии. Народный посол Украины (1999).
В 2002—2005 годах Народный депутат Верховной рады Украины четвёртого созыва, член комитета по иностранным делам, член комитета по вопросам миграции, беженцев и народонаселения Парламентской Ассамблеи Совета Европы → член фракции «Наша Украина».
В 2004—2005 годах Первый председатель «Социально-христианской партии».
С февраля по май 2005 года — Министр культуры и искусств Украины. С мая по сентябрь 2005 года — Министр культуры и туризма Украины.
В 2006—2007 годах Народный депутат Верховной рады Украины пятого созыва, член фракции «Наша Украина».
В 2007—2012 годах — народный депутат Верховной рады Украины шестого созыва, председатель Подкомитета по вопросам межпарламентских связей, двусторонних и многосторонних отношений Комитета Верховной Рады Украины по иностранным делам; член Постоянной делегации Верховной Рады Украины в Парламентской Ассамблее Совета Европы, руководитель депутатских групп Верховной Рады Украины по межпарламентским связям с Канадой, Кореей и Пакистаном, сопредседатель депутатской группы Верховной Рады Украины по межпарламентским связям с Республикой Польша.
В 2014 году участвовала в «АТО», была волонтёром-переговорщиком, совместно с антитеррористическим центром при СБУ, занималась поиском военнопленных и процессом переговоров об их обмене.
В 2016 году избрана народным депутатом Верховной Рады Украины восьмого созыва, в составе списка "Блока Петра Порошенко «Солидарность». Зарегистрирована депутатом после досрочного прекращения депутатских полномочий председателя фракции «Блок Петра Порошенко» Юрия Луценко, назначенного 12 мая генеральным прокурором Украины. Депутатские полномочия были приостановлены 29 августа 2019 года.
1 ноября 2018 года были введены российские санкции против 322 граждан Украины, включая Оксану Билозир.
В сентябре 2024 года посетила оккупированные ВСУ районы Курской области.
.
Избрана Председателем Всеукраинского объединения женщин-депутатов.
Владеет украинским, русским, а также польским и английским языками.

## Семья
Отец — Розумкевич Владимир Иосифович (род. 1930) — пенсионер;
Мать — Розумкевич Нина Васильевна (1933—2004);
1-й муж — Билозир Игорь Иосифович (1955—2000);
2-й муж — Недзельский Роман Стефанович (род. 10 июня 1967) — генеральный продюсер ДП «Украина гастрольная», с 2015 года — директор национального дворца «Украина» ;
Сыновья — Андрей Билозир (род. 21 Февраля 1982) — депутат Киевского горсовета, БПП, (невестка Лариса — депутат Верховной рады Украины IX созыва, двое внуков) и Ярослав Недзельский.
Является крёстной матерью двух дочерей 5-го украинского президента Петра Порошенко: Евгении и Александры.

## Награды и признание
- 15 компакт-дисков, 1 DVD, 10 музыкальных фильмов.
- Заслуженная артистка Украинской ССР (1986)
- Народная артистка Украины (1994)[10]
- Орден князя Ярослава Мудрого V степени (2009)[11][12]

## Дискография
- 1988 — Ой, там во Львове, на Высоком Замке (укр. Ой, там у Львові, на Високім Замку)
- 1992 — Из-за звёздочки ясной (укр. Через зіроньку ясну)
- 2001 — Рябиновая ночь (укр. Горобина ніч)
- 2002 — Для тебя (укр. Для тебе)
- 2002 — Новые и лучшие (укр. Нові та найкращі)
- 2003 — Назад в будущее (укр. Назад у майбутнє)
- 2007 — Посмотри мне в глаза (укр. Подивись мені в очі)
- 2007 — Під облачком (совместно с вокальным ансамблем ManSound[укр.])[13]
- Золотые песни (укр. Золоті пісні)